# Krsto Papić

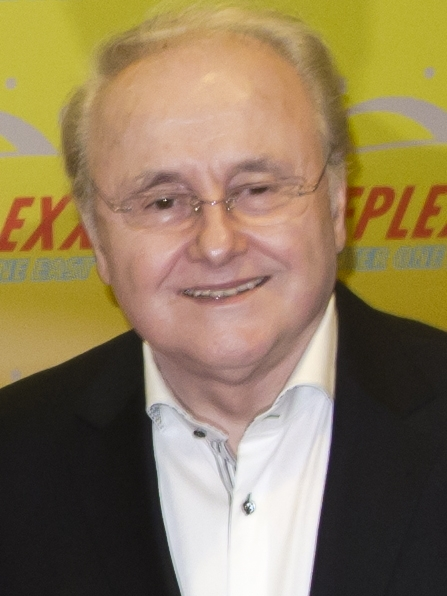

Krsto Papić (7 de diciembre de 1933 - 7 de febrero de 2013) fue un guionista y director de cine de Montenegro cuya carrera abarcó varias décadas.
Papić nació en Vučji Do, cerca de Nikšić en el actual Montenegro. Sus primeras películas y documentales formaban parte del croata y yugoslavo Nuevo Cine, y, a menudo considerados como eco croata del movimiento artístico Black Wave que se llevó a cabo en su mayoría dentro de Serbia. Además, el propio Papić estaba conectado con el movimiento político Primavera Croata durante la década de 1970. Él era el miembro del círculo fílmico Zagreb influenciado por los de la nueva ola francesa, los llamados "Hitchcockians", junto con los cineastas y críticos Ante Peterlić, Zoran Tadić, Branko Ivanda, Petar Krelja y centrada en los críticos de cine de Vladimir Vuković y Hrvoje Lisinski. Dos largometrajes de sus principios más conocidos de Papic, Lisiche y Predstava Hamleta u Mrduši Donjoj, a menudo eran atacados desde las fuentes del gobierno. Lisiche no obtuvo permiso para representar a Yugoslavia en el Festival de Cine de Cannes, por lo que entró al programa Quinzaine en 1970. Izbavitelj fue duramente criticado por Stipe Suvar, quien aludió que la alegoría de la película sobre el fascismo en realidad también se refiere al comunismo.